# تشيك كوريا
أرماندو أنتوني "تشيك" كوريا (12 يونيو 1941 - 9 فبراير 2021) كان عازف بيانو وملحن وقائد فرقة موسيقية وعازف إيقاع أمريكي. تعتبر مؤلفاته "Spain" و"500 Miles High" و"La Fiesta" و"Armando's Rhumba" و"Windows" من معايير موسيقى الجاز على نطاق واسع. بصفته عضوًا في فرقة مايلز ديفيس في أواخر الستينيات، شارك في ولادة موسيقى الجاز. في السبعينيات قام بتأسيس منظمة العودة إلى الأبد. يعتبر كوريا، إلى جانب مكوي تاينر وهيربي هانكوك وكيث جاريت، واحدًا من أبرز عازفي البيانو في عصر ما بعد جون كولتران.

## وصلات خارجية
- تشيك كوريا على موقع IMDb (الإنجليزية)
- تشيك كوريا على موقع الموسوعة البريطانية (الإنجليزية)
- تشيك كوريا على موقع مونزينجر (الألمانية)
- تشيك كوريا على موقع ميوزك برينز (الإنجليزية)
- تشيك كوريا على موقع إن إن دي بي (الإنجليزية)
- تشيك كوريا على موقع أول ميوزيك (الإنجليزية)
- تشيك كوريا على موقع ديسكوغز (الإنجليزية)